# M/S Linda

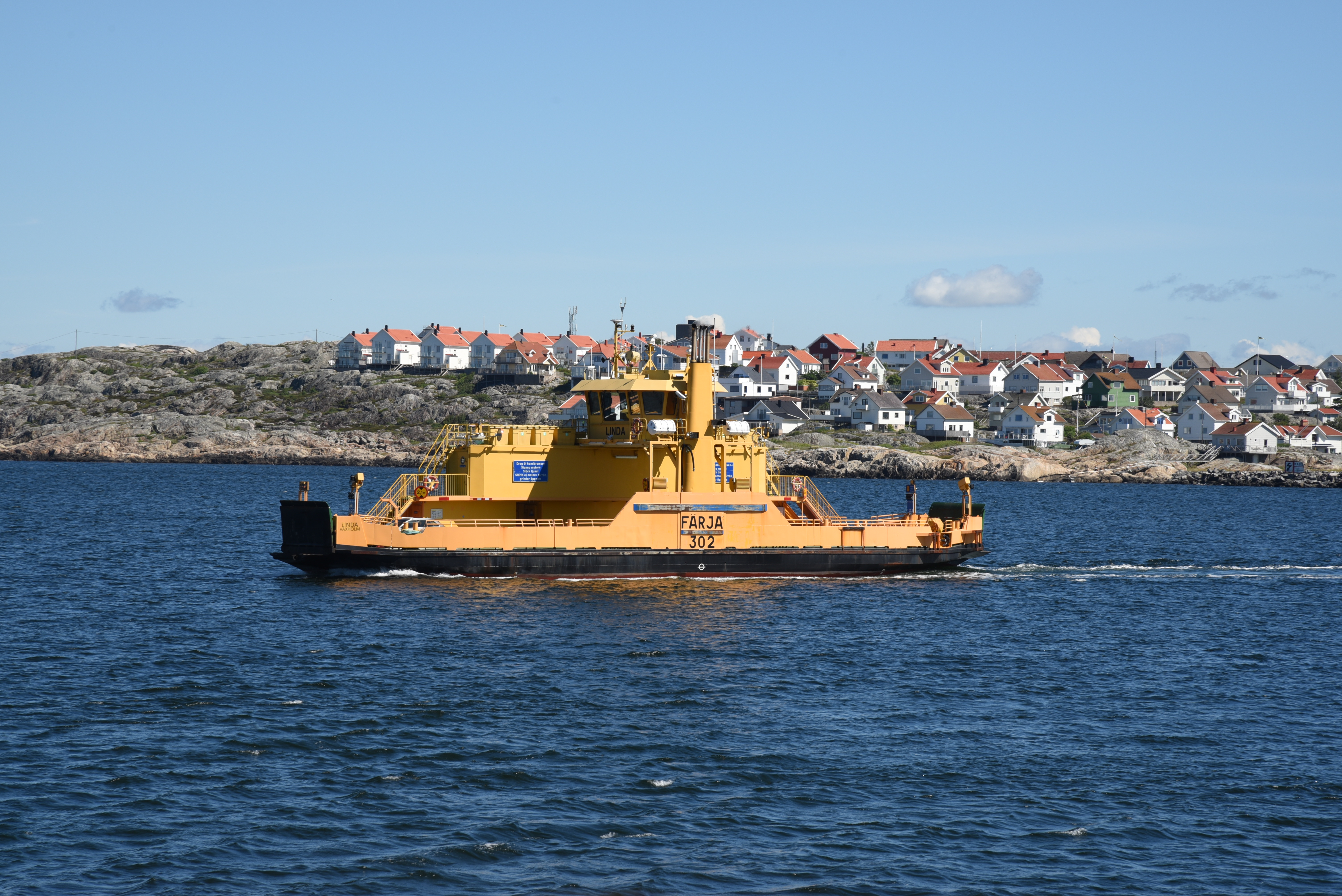
M/S Linda på Nordöleden.

M/S Linda, färja 302, är en av Trafikverket Färjerederiets färjor. Hon byggdes 1978 av AB Åsiverken i Åmål. Kapaciteten är 198 passagerare och 20 personbilar. Hon ombyggdes 2004 på Ö-varvet AB på Öckerö.
Hon sattes efter leverans in på leden Hornön–Veda och senare på leden Hornökrången–Svartnoranäset. Efter ombyggnad 2004 sattes hon in på Nordöleden i Göteborgs norra skärgård.